# 549. моторизована бригада
549. моторизована бригада, познатија и под надимком Херојска 549. моторизована бригада ‚‚Цар Душан Силни’’  је била моторизована пешадијска бригада у саставу Приштинског корпуса Југословенске народне армије, Војске Југославије и Војске Србије од 1968. до 2007. године. Јединица се прославила за време Рата на Косову и Метохији током којег је успешно бранила државну границу и одблокирала неколико градова. Одликована је због својих ратних заслуга Орденом народног хероја.
Традицију бригаде наставља Трећи центар за обуку у Лесковцу.

## Историјат

### Имена бригаде
У Призрену је 1968. године формирана 549. група за развој територијалног пешадијског пука. Албанске демонстрације на Косову исте године, довеле су до одлуке да се група реформише у 549. групу за развој лаког пешадијског пука. Група је 1975. године прерасла у 549. пешадијски пук. У време немира на Косову 1981. године, пук је постао 549. пешадијска бригада, а 1988. године је преименована у 549. пролетерска пешадијска бригада. Исте године, бригада је проглашена за најбољу јединицу у рангу пука-бригаде Југословенске народне армије. Своје коначно име добила је 1990. године, када је постала 549. моторизована бригада. При формирању Војске Југославије 1992. године, нашла се у саставу Приштинског корпуса Треће армије.

### Рат на Косову и Метохији (1998-1999)
Бригада је 19. јула 1998. године деблокирала и ослободила Ораховац, који је два дана раније блокиран од стране Ослободилачке војске Косова. Марта 1999. године, бригада је разбила терористичке снаге ОВК у призренским селима Јешково и Кабаш. Такође, учествовала је и у бици на Паштрику, против здружених снага Ослободилачке војске Косова, Оружаних снага Албаније, НАТО и Специјалне ваздушне службе.
У саставу бригаде, налазила се и група руских добровољаца, од којих су најпознатији Анатолиј Лебед и Алберт Андијев.
По потписивању Војно-техничког споразума у Куманову и одласка Војске Југославије са Косова и Метохије у јуну 1999. године, 549. моторизована бригада је из матичне зоне одговорности премештена у Јабланички округ. Бригада је 16. јуна 1999. године одликована Орденом народног хероја.

### Распуштање
Приликом формирања Треће бригаде Војске Србије, 4. јуна 2007. године, 549. моторизована бригада је уврштена у њен састав. Наследник традиције 549. бригаде је Трећи центар за обуку у Лесковцу.

## Команданти бригаде
| Фотографија | Име и презиме    | Чин                    | Почетак | Крај  |
| ----------- | ---------------- | ---------------------- | ------- | ----- |
|             | Драгољуб Ојданић | пуковник               | 1989.   | 1992. |
|             | Божидар Делић    | пуковник/генерал-мајор | 1995.   | 2000. |
|             | Стојан Коњиковац | пуковник               | 2000.   |       |

| Фотографија | Име и презиме    | Чин         | Почетак | Крај |
| ----------- | ---------------- | ----------- | ------- | ---- |
|             | Стојан Коњиковац | потпуковник |         |      |

## Одликовања
- Орден народног хероја (16. јун 1999)